# Dżereń
Dżereń (Procapra) – rodzaj ssaków z podrodziny antylop (Antilopinae) w obrębie rodziny wołowatych (Bovidae). 

## Rozmieszczenie geograficzne
Rodzaj obejmuje gatunki występujące w południowej i centralnej Azji. 

## Charakterystyka
Długość ciała 91–160 cm, długość ogona 5–12 cm, wysokość w kłębie 50–84 cm; masa ciała 13–39 kg. U samców występują rogi o długości 20,5–27,6 cm z poprzecznymi zgrubieniami. Samice z tego rodzaju nie mają rogów.

## Systematyka
Rodzaj zdefiniował w 1846 roku angielski etnolog i przyrodnik Brian Houghton Hodgson w artykule zatytułowanym Opis nowego gatunku antylopy tybetańskiej z planszami opublikowanym na łamach „The Journal of the Asiatic Society of Bengal”. Gatunkiem typowym jest (oryginalne oznaczenie) dżereń tybetański (P. picticaudata).

### Etymologia
- Procapra: gr. προ pro ‘blisko, w pobliżu’; rodzaj Capra Linnaeus, 1758 (koziorożec)[8].
- Prodorcas: gr. προ pro ‘blisko, w pobliżu’; rodzaj Dorcas J.E. Gray, 1837 (gazela)[9][2]. Gatunek typowy (oryginalne oznaczenie): Antilope gutturosa Pallas, 1777.

### Podział systematyczny
Do rodzaju należą następujące gatunki:
| Grafika | Gatunek               | Autor i rok opisu  | Nazwa zwyczajowa     | Podgatunki         | Rozmieszczenie geograficzne | Podstawowe wymiary                      | Status IUCN |
| ------- | --------------------- | ------------------ | -------------------- | ------------------ | --- | --------------------------------------- | ----------- |
|         | Procapra picticaudata | B.H. Hodgson, 1846 | dżereń tybetański    | gatunek monotypowy | Wyżyna Tybetańska w północnych Indiach (Ladakh i Sikkim) oraz głównie zachodnia Chińska Republika Ludowa (Sinciang, Qinghai, Gansu, Tybet i Syczuan); zakres wysokości: 3000–5750 m n.p.m.         | DC: 91–105 cm DO: 8–10 cm MC: 13–16 kg  | NT          |
|         | Procapra przewalskii  | (Büchner, 1891)    | dżereń Przewalskiego | gatunek monotypowy | endemit Chińskiej Republiki Ludowej: odizolowane populacje w Quinghai, w pobliżu jeziora Kuku-nor i wzdłuż rzeki Buha; najwyraźniej nie występuje w Gansu; zakres wysokości: powyżej 3000 m n.p.m. | DC: 109–160 cm DO: 7–12 cm MC: 17–32 kg | EN          |
|         | Procapra gutturosa    | (Pallas, 1777)     | dżereń mongolski     | gatunek monotypowy | głównie wschodnia Mongolia (pozostała populacja na południu, w centrum i na zachodzie), przyległe obszary Rosji i północno-wschodniej Chińskiej Republiki Ludowej; wymarły w Kazachstanie          | DC: 105–148 cm DO: 5–12 cm MC: 20–39 kg | LC          |

Kategorie IUCN:  LC  – gatunek najmniejszej troski,  NT  – gatunek bliski zagrożenia,  EN  – gatunek zagrożony.